# Paepalanthus stannardii
Paepalanthus stannardii là một loài thực vật có hoa trong họ Eriocaulaceae. Loài này được Giul. & L.R.Parra mô tả khoa học đầu tiên năm 1994.